# Список сезонів ФК «Геліос»
Нижче наведений список усіх сезонів футбольного клубу «Геліос» (Харків) з часу заснування клубу 1 грудня 2002 року.
Найвищим досягненням клубу в чемпіонаті України є 4-те місце у Першій лізі в сезоні 2016/17, у Кубку України — вихід до 1/8 фіналу в сезоні 2015/16.

## Чемпіонат Харківської області
У 2003 році команда взяла участь у Чемпіонат Харківської області з футболу. За результатами першого кола команда посіла перше місце, однак перед початком другого кола знялася зі змагань через те, що заявилася до Другої ліги чемпіонату України.
| Сезон | Етап турніру | Ігри | В  | Н | П | РМ    | Очки | Місце  | Головний тренер  |
| ----- | ------------ | ---- | -- | - | - | ----- | ---- | ------ | ---------------- |
| 2003  | Перше коло   | 15   | 13 | 1 | 1 | 45−12 | 40   | 1 з 16 | Валерій Васильєв |

Найбільша перемога: 7:0 «Факел» Красноград (10.06.2003, Красноград).

## Чемпіонат України серед аматорів
У 2003 році команда виступала в чемпіонаті ААФУ. На першому етапі команда посіла перше місце в групі, однак на другому етапі знялася зі змагань через те, що заявилася до другої ліги чемпіонату України.
| Сезон | Етап, група          | Ігри | В | Н | П | РМ   | Очки | Місце | Головний тренер  |
| ----- | -------------------- | ---- | - | - | - | ---- | ---- | ----- | ---------------- |
| 2003  | Перший етап, 3 група | 8    | 6 | 1 | 1 | 15−3 | 19   | 1 з 5 | Валерій Васильєв |

Найбільша перемога: 4:0 ФК «Ніжин» (18.06.2003, Харків).
Найбільша поразка: 0:2 «Дніпро» Черкаси (11.06.2003, Черкаси).

## Чемпіонат України
| Сезон   | Ліга            | Місце   | Ігри | В  | Н  | П  | ГЗ | ГП | Очки | Найкращий бомбардир, голи (з пен.) / ігри          | Головні тренери                                    |
| ------- | --------------- | ------- | ---- | -- | -- | -- | -- | -- | ---- | -------------------------------------------------- | -------------------------------------------------- |
| 2003/04 | Друга Група «В» | 6 з 16  | 30   | 15 | 7  | 8  | 41 | 32 | 52   | Олександр Тарасенко 12(2) / 11                     | Рінат Морозов, Валентин Крячко                     |
| 2004/05 | Друга Група «В» | 1 з 15  | 28   | 25 | 2  | 1  | 64 | 18 | 77   | Сергій Кандауров 18(6) / 18                        | Ігор Надєїн                                        |
| 2005/06 | Перша           | 12 з 18 | 34   | 12 | 8  | 14 | 26 | 35 | 44   | Сергій Кандауров 10(2) / 17                        | Володимир Шеховцов, Ростислав Лисенко              |
| 2006/07 | Перша           | 7 з 19  | 36   | 17 | 7  | 12 | 45 | 36 | 58   | Сергій Зелді 7(1) / 26                             | Костянтин Пахомов, Олександр Севідов               |
| 2007/08 | Перша           | 14 з 20 | 38   | 13 | 8  | 17 | 31 | 41 | 47   | Олександр Лебединець 9(6) / 35                     | Ігор Надєїн, Володимир Шеховцов, Юрій Погребняк    |
| 2008/09 | Перша           | 15 з 17 | 32   | 8  | 6  | 18 | 28 | 44 | 30   | Дмитро Вітер 7(1) / 15                             | Юрій Погребняк, Сергій Кандауров                   |
| 2009/10 | Перша           | 10 з 18 | 34   | 12 | 10 | 12 | 42 | 47 | 46   | Олександр Тарасенко 7(2) / 29                      | Сергій Кандауров                                   |
| 2010/11 | Перша           | 15 з 18 | 34   | 10 | 10 | 14 | 31 | 44 | 40   | Олександр Тарасенко 8(0) / 31                      | Сергій Кандауров, Роман Покора, Володимир Шеховцов |
| 2011/12 | Перша           | 9 з 18  | 34   | 13 | 9  | 12 | 54 | 46 | 48   | Віктор Расков 13(0) / 33                           | Володимир Шеховцов                                 |
| 2012/13 | Перша           | 10 з 18 | 34   | 12 | 13 | 9  | 33 | 21 | 49   | Сергій Герасимець 8(2) / 32                        | Володимир Шеховцов, Анатолій Чанцев, Сергій Єсін   |
| 2013/14 | Перша           | 9 з 16  | 30   | 10 | 11 | 9  | 29 | 35 | 41   | Руслан Качур 12(2) / 27                            | Сергій Єсін                                        |
| 2014/15 | Перша           | 7 з 16  | 30   | 12 | 8  | 10 | 30 | 25 | 44   | Сергій Кравченко 9(3) / 22                         | Сергій Єсін, Сергій Сизихін                        |
| 2015/16 | Перша           | 5 з 16  | 30   | 13 | 12 | 5  | 33 | 24 | 51   | Ігор Луценко 5(0) / 26                             | Сергій Сизихін                                     |
| 2016/17 | Перша           | 4 з 18  | 34   | 16 | 10 | 8  | 31 | 22 | 58   | Руслан Івашко 6(0) / 29, Сергій Лобойко 6(0) / 32  | Сергій Сизихін                                     |
| 2017/18 | Перша           | 9 з 18  | 34   | 14 | 4  | 16 | 35 | 46 | 46   | Сергій Кравченко 9(3) / 28, Артем Козлов 9(0) / 31 | Сергій Сизихін, Ігор Рахаєв, Анатолій Серьогін     |

| Ліга   | Кількість сезонів | Ігри | В   | Н   | П   | ГЗ  | ГП  | Очки |
| Перша  | 13                | 434  | 162 | 116 | 156 | 448 | 466 | 602  |
| Друга  | 2                 | 58   | 40  | 9   | 9   | 105 | 50  | 129  |
| Усього | 15                | 492  | 202 | 125 | 165 | 553 | 518 | 731  |

Найбільші перемоги:
- у Другій лізі — 6:0 «Гірник-спорт» (10.10.2004, Харків); 4:0 «Шахтар-3» (14.11.2004, Харків);
- у Першій лізі — 5:0 ФК «Харків» (22.09.2009, Харків); 4:0 «Борисфен» (24.03.2006, Харків), «Сталь» Алчевськ (26.08.2011, Харків).

Найбільші поразки:
- у Другій лізі — 0:3 «Металург-2» Запоріжжя (28.09.2003, Харків);
- у Першій лізі — 0:5 «Десна» (19.05.2018, Чернігів).

Найрезультативніші матчі:
- у Другій лізі — 3:4 (0:1, 1:1, 1:3, 3:3, 3:4) «Маріуполь-2» (31.05.2004, Маріуполь);
- у Першій лізі — 3:4 (0:1, 3:1, 3:4) «Кримтеплиця» (05.11.2011, Молодіжне).

Найрезультативніші нічиї:
- у Другій лізі — 2:2 (0:2, 2:2) «Металург-2» (23.10.2004, Запоріжжя), 2:2 (2:0, 2:2) «Металіст-2» (10.06.2005, Харків);
- у Першій лізі — 3:3 (0:1, 2:1, 2:2, 3:2, 3:3) ФК «Львів» (19.10.2009, Харків).

## Кубок України
| Рік       | Етап (найвищий) | I  | В | Н | П  | РМ    | О |
| --------- | --------------- | -- | - | - | -- | ----- | - |
| 2003/2004 | 1/32 фіналу     | 1  | 0 | 0 | 1  | 0−2   | 0 |
| 2004/2005 | 1/32 фіналу     | 1  | 0 | 0 | 1  | 1−3   | 0 |
| 2005/2006 | 1/32 фіналу     | 1  | 0 | 0 | 1  | 0−1   | 0 |
| 2006/2007 | 1/32 фіналу     | 1  | 0 | 0 | 1  | 1−2   | 0 |
| 2007/2008 | 1/16 фіналу     | 2  | 0 | 1 | 1  | 2−4   | 1 |
| 2008/2009 | 1/16 фіналу     | 2  | 1 | 0 | 1  | 2−2   | 2 |
| 2009/2010 | 1/32 фіналу     | 1  | 0 | 1 | 0  | 1−1   | 1 |
| 2010/2011 | 1/32 фіналу     | 1  | 0 | 0 | 1  | 0−1   | 0 |
| 2011/2012 | 1/32 фіналу     | 1  | 0 | 0 | 1  | 0−1   | 0 |
| 2012/2013 | 1/16 фіналу     | 2  | 1 | 0 | 1  | 3−1   | 2 |
| 2013/2014 | 1/32 фіналу     | 1  | 0 | 0 | 1  | 0−1   | 0 |
| 2014/2015 | 1/16 фіналу     | 1  | 0 | 0 | 1  | 0−1   | 0 |
| 2015/2016 | 1/8 фіналу      | 3  | 1 | 0 | 2  | 2−5   | 2 |
| 2016/2017 | 1/32 фіналу     | 1  | 0 | 0 | 1  | 0−1   | 0 |
| 2017/2018 | 1/16 фіналу     | 2  | 0 | 1 | 1  | 1−2   | 1 |
| Усього    | 15 турнірів     | 21 | 3 | 3 | 15 | 13−28 | 9 |

Найбільша перемога: 3:0 «Олімпік» Донецьк (22.08.2012, Харків).
Найбільші поразки: 1:3 «Таврія» (7.08.2004, Харків), «Зоря», (27.10.2015, Запоріжжя); 0:2 «Металіст» (10.08.2003, Харків), «Арсенал» Київ (26.09.2007, Харків), «Зоря» (23.09.2015, Харків).
Найрезультативніша нічия: 2:2 (0:1, 1:1, 1:2, 2:2; 3:0 за пен.) «Сталь» Кам'янське (08.08.2007, Харків).